# Alcithoe tigrina
Alcithoe tigrina is een slakkensoort uit de familie van de Volutidae. De wetenschappelijke naam van de soort is voor het eerst geldig gepubliceerd in 2005 door Bail & Limpus.